# 2828 Iku-Turso
2828 Iku-Turso eller 1942 DL är en asteroid i huvudbältet som upptäcktes den 18 februari 1942 av den finska astronomen Liisi Oterma vid Storheikkilä observatorium. Den har fått sitt namn efter Tursas i den finska mytologin.
Asteroiden har en diameter på ungefär 7 kilometer.